# Бертолетти, Антуан Марк Огюстен
Антонио Бертолетти, также известный как Антуан Марк Огюстен Бертолетти (фр. Antoine Marc Augustin Bertoletti; 28 августа 1775 — 6 марта 1846, Вена) — миланский военный офицер, служивший во французской империи бригадным генералом, в основном в Пиренейской войне.

## Военная карьера
Во время войны пятой коалиции Бертолетти служил на итальянском театре военных действий под командованием Эжена де Богарне, вице-короля Италии. С началом войны он возглавил бригаду в дивизии Ашиля Фонтанелли. Позже командование дивизией, пропустившей Пьявскую битву, принял Жан Руска. Бертолетти командовал своей бригадой в боевых действиях в Клагенфурте 8 июня и в Папа, в Венгрии, 12 июня, а также в крупной Раабской битве 14 июня. Во время Ваграмской битвы его бригада защищала Клагенфурт.
В июне 1813 года Бертолетти участвовал в известной осаде Таррагоны, удерживая её с 1600 солдатами против британской армии Джона Мюррея в 16 тысяч человек. Понимая, что его крохотный франко-итальянский гарнизон не сможет удержать внешние стены, он отступил внутрь крепости, оставив лишь небольшие гарнизоны в двух внешних фортах. В результате Мюррей отказался от осады и бросил 18 тяжёлых пушек, когда услышал, что на помощь осаждённым идут две французские колонны. Когда британская экспедиция отплыла, Бертолетти тут же позвал на помощь ближайшую французскую колонну, которая вскоре вошла в крепость. При известии об этом Мюррей окончательно отказался от захвата Таррагоны. 
После окончания наполеоновских войн Бертолетти служил фельдмаршалом в австрийской армии. Он умер в Вене. 
В его честь на Триумфальной арке в 38-м столбце высечена надпись BERTOLETTI.